# 오스테르호프 이분법
오스테르호프 이분법(영어: Oosterhoff dichotomy)은 1939년 네덜란드의 천문학자인 피터르 오스테르호프가 발견한 현상이다. 이는 우리 은하에서 연구가 가장 중요한 150개의 구상 성단이, 물리량(중원소 함량, 변광 주기)을 기준으로 2개의 서로 다른 그룹으로 양분되는 현상으로, 63년간 저명한 천문학자들이 50편 이상의 논문을 발표하였음에도 불구하고 천문학에서 난제로 남아 왔다.